# 東京ディズニーランド10thアニバーサリー
東京ディズニーランド10thアニバーサリーは、東京ディズニーランドの10周年を記念するイベントで、1993年4月15日から1994年4月14日まで行われた。

## 概要
10の魔法をテーマに、「イッツ・マジカル!」や、「ディズニー・ファンタジー・オン・パレード」等のキャッスルショーやパレードのほか、新規アトラクション「スイスファミリー・ツリーハウス」等のグランドオープンや、特別営業「カウントダウン・パーティ」等が行われた。

## 年間スケジュール
以下、先述の｢10の魔法｣にあたる項目は太字で記述する。
- プレシーズン
  - 1993年3月11日 ポリネシアンテラスレストラン新ディナーショー ホリデー・イン・ハワイ スタート(～1995年3月まで)
  - 1993年3月22日 セバスチャンのカリビアンカーニバル スタート（アドベンチャーランド・ステージ、～1996年4月9日まで。10周年期間中特別バージョン）
  - 10thアニバーサリーオープニングサルート(4月14日)

- 4月15日 開幕
  - ニューデイパレード｢ディズニー・ファンタジー・オン・パレード｣グランデビュー(～1998年4月)
  - 10thアニバーサリースペクタキュラー｢It's Magical!｣(～1994年4月14日)
  - 花火｢マジック・イン・ザ・スカイ｣(～1994年4月11日)
  - 新アトラクション「ビジョナリアム」オープン(～2002年9月1日)
  - 「ディズニーギャラリー」オープン
  - レストラン「スイートハート・カフェ」オープン
  - ショップ「ミッキーのモダーンメモリー」オープン
  - スモールワールドステージ｢イッツ・ア・ミュージカルワールド｣フィナーレバージョン(～7月まで)
  - レギュラーショー｢プラザ・プレイタイム｣特別バージョン
  - 全国24都市 10thアニバーサリー｢リマウジンツアー｣スタート

- 6月13日 全国4都市ツアー ｢Here Comes Tokyo Disneyland｣スタート

- 7月21日 新アトラクションスイスファミリー・ツリーハウスオープン

- 10月1日～11月18日 ミッキーのハッピーバースデー・パーティー
  - スモールワールドステージ新レギュラーショー「ミッキーマウス・クラブ」スタート
  - キャッスルショー｢ミッキーズ・イヤー・パーティー｣
  - パレード｢ミッキーのバースデー・バッシュ｣
  - ホリデー・イン・ハワイ 特別バージョン

- 11月25日～12月26日 クリスマス・ファンタジー・パーティ
  - トワイライトタイムパレード｢ベリー・メリー・クリスマス｣
  - グリーティングショー｢サンタのホリデーグリーティング｣
  - ミニショー｢ベアカントリー・クリスマス｣
  - 「マジック・イン・ザ・スカイ」クリスマスバージョン
  - 「カントリーベア・シアター」クリスマスジャンボリー
  - 「プラザ・プレイタイム」クリスマスバージョン
  - 「ロジャーラビットのダンシン・タイムワープ」クリスマスバージョン
  - 「ミッキーマウス・クラブ」クリスマスバージョン
  - 「ダイヤモンドホースシュー・レビュー」クリスマスバージョン

- 1993年12月31日～1994年1月1日 カウントダウン・パーティー'94
  - この年から特別営業となった。
- 1994年1月1日～1月5日 ニューイヤーズ・ホリデー
- 2月10日～2月14日 バレンタイン・ウィーク
- 3月11日 ショップ｢フート&ハラー ハイドアウト｣がオープンし、新テーマランドクリッターカントリーが完成。
- 2月3日～3月19日 10thアニバーサリーフィナーレ記念 スクラッチカード配布